# Skizoo (álbum)
Skizoo es el primer álbum de la banda homónima, publicado el 16 de mayo del 2005.

## Contenido

### Primera versión
1. Solo estás tú (04:56)
2. Partir de cero (04:05)
3. Renuncia al sol (03:51)
4. Arriésgate (03:59)
5. Hace tiempo (03:06)
6. No todo está perdido (04:44)
7. Habrá que olvidar... (03:04)
8. Grita el corazón (04:44)
9. Tu peor pesadilla (04:03)
10. ¿Dónde estás? (03:38)
11. 933 Revoluciones (03:23)

### Reedición
La reedición, del 2006, publicada por EMI, consta de un CD y un DVD. El CD contiene cuatro temas más que el anterior: La versión de Héroes del Silencio de Entre dos tierras, No todo está perdido junto a Enrique Bunbury, la misma canción remezclada por Dresbj y un remix de Renuncia al sol. Por lo que respecta al DVD, nos encontramos con los tres vídeos promocionales del disco, más un Así se hizo de esos mismos videos y una galería de fotos. El contenido es el siguiente:
- CD

1. Solo estás tú
2. Partir de cero
3. Renuncia al sol
4. Arriésgate
5. Hace tiempo
6. No todo está perdido
7. Habrá que olvidar...
8. Grita el corazón
9. Tu peor pesadilla
10. ¿Dónde estás?
11. 933 Revoluciones
12. Entre dos tierras
13. No todo está perdido con Bunbury
14. No todo está perdido (Dresbj remix)
15. Renuncia al sol (Bigsimon remix)

- DVD

1. Arriésgate (clip)
2. Renuncia al sol (clip)
3. Habrá que olvidar (clip)
4. Partiendo de cero (reportaje)
5. Galería de fotos Skizoo

## Componentes
- Morti: Voz
- Jorge Escobedo: Guitarra
- Antonio Bernardini: Guitarra
- Dani Pérez: Batería
- Daniel Criado: Bajo

## Sencillos y videoclips
- Arriésgate
- Habrá que olvidar
- Renuncia al sol